# W1-es busz (Sopron)
A soproni W1-es jelzésű autóbusz Sopron Pláza és Lővér szálló végállomások között közlekedett.

## Története
A járat a 2022-es úszó-világbajnokság idején, 2022. június 20. és június 25. között közlekedett ingyenesen igénybe vehető buszjáratként a rendezvényre látogatók kiszolgálása érdekében. Az autóbusz a Sopron Plázától indult, majd a Lackner Kristóf utcától az 1-es busz vonalán haladt a Lővér szállóig. Visszafelé W2-es jelzéssel, a 2-es busszal azonos útvonalon közlekedett, így mindkét irányban érintette a sporteseménynek otthont adó Lőver uszodát, valamint a város fontosabb forgalmi csomópontjain (autóbusz-állomás, vasútállomás, Várkerület) is megállt.

## Útvonal
| Sopron Pláza → Lővér szálló |
| --- |
| Sopron Pláza végállomás – Lackner Kristóf utca – Várkerület – Széchenyi tér – Erzsébet utca – Állomás utca – Mátyás király utca – Csengery utca – aluljáró – Ady Endre út – Lővér körút – Várisi út – Ojtózi fasor – Lővér szálló végállomás |

## Megállóhelyek
| Távolság (km) | Idő (perc) | Megállóhely neve                       | Átszállási lehetőségek a járat közlekedésének idején érvényes menetrend szerint                                                                               | Nevezetességek / Helyek / Intézmények / Megjegyzések |
| ------------- | ---------- | -------------------------------------- | --- | --- |
| 0             | 0          | Sopron Pláza                           | | Sopron Pláza |
| 1,5           | 3          | Lackner Kristóf utca, autóbusz-állomás | 1, 2, 3, 3Y, 4, 5, 5A, 5T, 5Y, 6, 7, 7A, 7B, 8, 10, 10Y, 12, 12A, 13, 13B, 14, 14B, 16, 17, 20, 21, 27, 27B, 32, 33, W2 Helyközi és távolsági autóbuszjáratok | Soproni autóbusz-állomás Soproni Rendőrkapitányság Káposztás utcai Stadion INTERSPAR áruház Vásárcsarnok                                                                                        |
| 2,0           | 6          | Várkerület, Mária-szobor               | 1, 2, 10, 10Y, 20, W2 | Tűztorony Városháza Mária-szobor Szentháromság-szobor Posta Szent György-templom Scarbantia Régészeti Park                                                                                      |
| 2,5           | 8          | Várkerület, Ötvös utca                 | 1, 2, 3Y, 4, 5, 5A, 5T, 6, 10, 10Y, 11, 11A, 12, 12A, 13, 13B, 14, 14B, 17, 20, 22, 32, 33, W2                                                                | Liszt Ferenc Konferencia- és Kulturális Központ Soproni Petőfi Színház Posta Soproni Szent Júdás Tádé-templom SOE Lámfalussy Sándor Közgazdaságtudományi Kar Európa leghosszabb tere – Deák tér |
| 2,9           | 9          | Erzsébet utca                          | 1, 2, 3Y, 4, 5, 5A, 5T, 6, 10, 10Y, 11, 11A, 12, 12A, 13, 13B, 14, 14B, 17, 20, 22, 32, 33, W2                                                                | Liszt Ferenc Konferencia- és Kulturális Központ Soproni Petőfi Színház Posta Soproni Szent Júdás Tádé-templom SOE Lámfalussy Sándor Közgazdaságtudományi Kar Európa leghosszabb tere – Deák tér |
| 3,5           | 11         | GYSEV pályaudvar                       | 1, 2, 3Y, 4, 5, 5A, 5T, 7, 7B, 10, 10Y, 11, 11A, 12, 12A, 12V, 17, 20, 22, 27, 27B, 27Y, 32, W2 Helyközi és távolsági autóbuszjáratok                         | Sopron vasútállomás GYSEV Zrt. SPAR szupermarket |
| 3,9           | 13         | Csengery utca, Elzett-udvar            | 1, 2, 3Y, 4, 10, 10Y, 12, 12A, W2 | Soproni Kereskedelmi és Iparkamara Európa leghosszabb tere – Deák tér |
| 4,4           | 15         | Frankenburg úti aluljáró               | 1, 2, 3Y, 4, 10, 10Y, 12V, W2 | Soproni Kereskedelmi és Iparkamara Európa leghosszabb tere – Deák tér |
| 4,9           | 16         | Ady Endre út, Erzsébet kert            | 1, 2, 3Y, 10, 10Y, 12V, W2 | Erzsébet-kert |
| 5,1           | 17         | Cseresznye sor                         | 1, 2, W2 | SOE Egyetemi Élő Növénygyűjtemény (Botanikus kert) |
| 6,0           | 19         | Lőver uszoda                           | 1, 2, W2 | Lőver uszoda |
| 6,8           | 21         | Hotel Szieszta                         | 1, 2, 12V, W2 | Sörházdombi kilátó |
| 7,1           | 22         | Diána panzió                           | 1, 2, W2 | |
| 7,5           | 23         | Állami szanatórium                     | 1, 2, W2 | Soproni Rehabilitációs Gyógyintézet |
| 7,8           | 24         | Lővér szálló                           | 1, 2, W2 | Károly-kilátó Lővér kalandpark Lővér Alpin Park |